# Chad Allen
Chad Allen, all'anagrafe Chad Allen Lazzari (Cerritos, 5 giugno 1974), è un attore statunitense.

## Biografia
Di origini italiane, Allen, che ha una sorella gemella di nome Charity, lavora nel cinema fin da  bambino, ma è divenuto popolare soltanto interpretando il ruolo di Matthew Cooper nella serie TV statunitense La signora del West dal 1993 al 1997, contemporaneamente ad una celebre campagna pubblicitaria McDonald's.
In seguito ad alcune fotografie compromettenti, vendute ad un tabloid americano, Allen nel 1996 è stato costretto a dichiarare la propria omosessualità. Dopo questo avvenimento, Allen si è dimostrato particolarmente attivo nella difesa dei diritti della comunità LGBT. Nei suoi lavori successivi (cinematografici e teatrali) ha quasi sempre interpretato personaggi gay, dichiarandosi molto stimolato e divertito della nuova direzione presa dalla sua carriera.
Nel 2005 ha interpretato il ruolo del protagonista nel film televisivo Third Man Out e nel suo sequel del 2006, Shock to the System. Entrambi i film sono adattamenti di due romanzi dell'autore Richard Stevenson e raccontano le vicende di un detective privato gay. Alcune polemiche hanno seguito la scelta di Allen nel ruolo del missionario cristiano Nate Saint in un film basato sulla vita del religioso, End of the Spear. Alcuni cristiani conservatori hanno, infatti, criticato la scelta della produzione di affidare il ruolo a un uomo apertamente gay.

## Filmografia parziale

### Cinema
- Terror vision - Visioni del terrore (TerrorVision), regia di Ted Nicolaou (1986)
- We Married Margo, regia di J.D. Shapiro (2000)
- What Matters Most, regia di Jane Cusumano (2001)
- Vuoi sapere un segreto? (Do You Wanna Know a Secret?), regia di Thomas Bradford (2001)
- Paris, regia di Ramin Niami (2003)
- Downtown: A Street Tale, regia di Rafal Zielinski (2004)
- La punta della lancia (End of the Spear), regia di Jim Hanon (2005)
- Shock to the System, regia di Ron Oliver (2006)
- Save Me - Salvami (Save Me), regia di Robert Cary (2007)
- On the Other Hand, Death, regia di Ron Oliver (2008)
- Ice Blues, regia di Ron Oliver (2008)

### Televisione
- A cuore aperto (St. Elsewhere) - serie TV, 11 episodi (1983-1985)
- Sfida alla vita (Not My Kid), regia di Michael Tuchner - film TV (1985)
- Il seme del male (The Bad Seed), regia di Paul Wendkos - film TV (1985)
- Una passione senza speranza (A Death in California) - miniserie TV, puntate 01-02 (1985)
- Code of Vengeance, regia di Rick Rosenthal - film TV (1985)
- Cercansi figli urgentemente (Help Wanted: Kids), regia di David Greenwalt - film TV (1986)
- Vita col nonno (Our House) – serie TV, 46 episodi (1986-1988)
- Un salto nel buio (Tales from the Darkside) - serie TV, episodio 3x13 (1987)
- Hunter - serie TV, episodio 5x01 (1988)
- Autostop per il cielo (Highway to Heaven) - serie TV, episodio 4x24 (1988)
- Camp Cucamonga, regia di Roger Duchowny - film TV (1990)
- Star Trek: The Next Generation - serie TV, episodio 4x04 (1990)
- Giovani bruciati (Murder in New Hampshire: The Pamela Wojas Smart Story), regia di Joyce Chopra - film TV (1991)
- Splendida e mortale (Praying Mantis), regia di James Keach - film TV (1993)
- La signora del West (Dr. Quinn, Medicine Woman) - serie TV, 147 episodi (1993-1997)
- La testimonianza di una madre (A Mother's Testimony), regia di Jane Cusumano - film TV (2001)
- Cold Case - Delitti irrisolti (Cold Case) - serie TV, episodio 2x20 (2005)
- Third Man Out, regia di Ron Oliver - film TV (2005)
- Streghe (Charmed) - serie TV, episodio 8x09 (2005)
- Criminal Minds - serie TV, episodio 1x16 (2006)

## Doppiatori italiani
- Luca Sandri in La signora del West
- Francesco Bulckaen in Cold Case - Delitti irrisolti
- Roberto Certomà in La punta della lancia
- Massimo Bitossi in CSI: Miami